# Tena
Tena (eigentlich San Juan de los Dos Ríos del Tena) ist eine Stadt in Ecuador. Sie ist die Hauptstadt der Provinz Napo und Verwaltungssitz des Kantons Tena. Tena ist auch eine Parroquia urbana. Die Stadt hat 23.307 Einwohner (Zensus 2010) und liegt auf 510 m Höhe an der Mündung des Río Tena in den Río Misahuallí. Im Ballungsraum (aktuelle Parroquia Tena) wurden beim Zensus 2010 33.934 Menschen ermittelt. Tena liegt an der Ostflanke der Cordillera Real. Die Stadt ist der Sitz des Apostolischen Vikariates Napo.

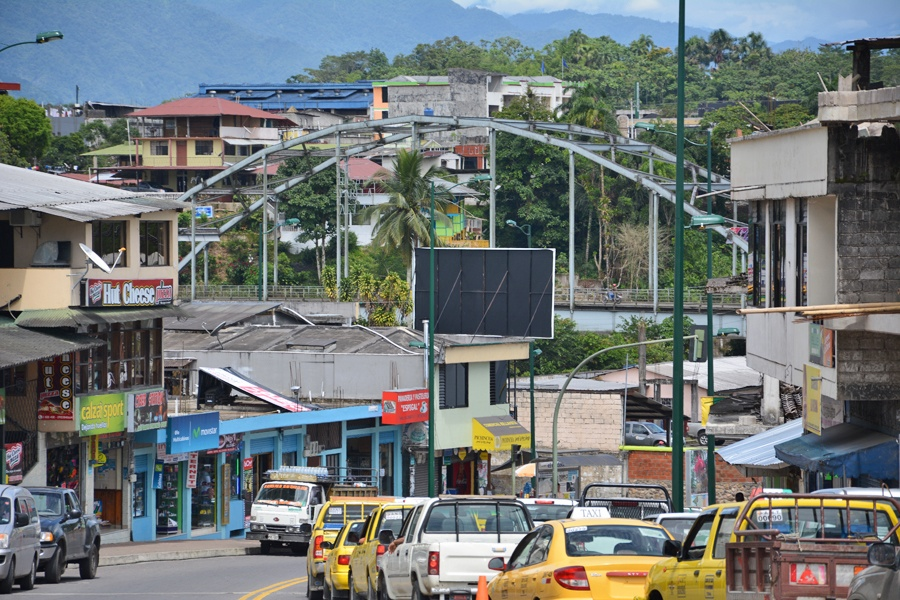
Tena, Ecuador

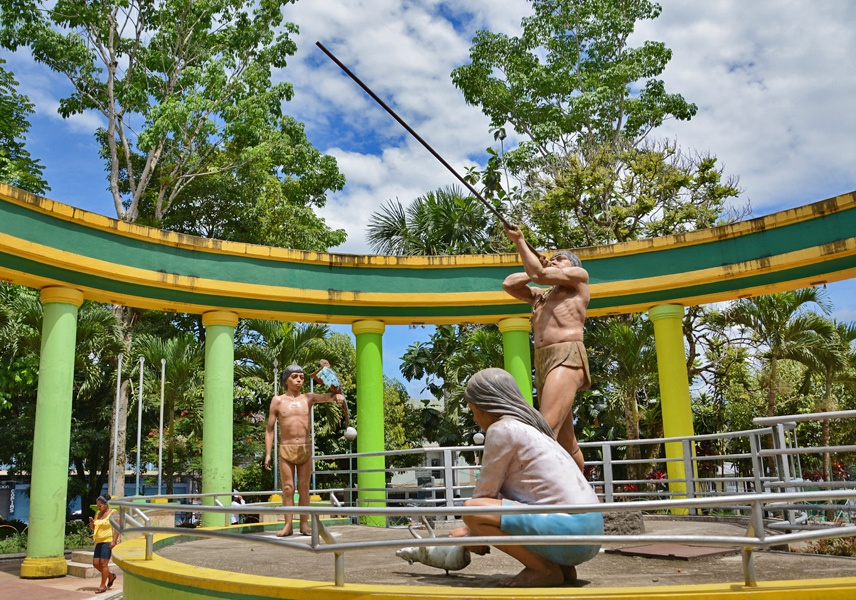
Ureinwohner-Skulptur im Stadtzentrum

## Geschichte
Als offizielles Gründungsdatum Tenas gilt der 15. November 1560. Die Gründung wird Gil Ramírez Dávalos, dem damaligen Gouverneur und Generalkapitän von Quito, bzw. seinem Hauptmann Bartolomé Marín zugeschrieben. Die erste Siedlung Tena entstand vermutlich als Missionsposten der Jesuiten in der Amazonasregion um den 1560 gegründeten Ort Archidona.
Die Region war seinerzeit von indigenen Gruppen, die unter der Bezeichnung Quijos zusammengefasst werden, bewohnt. Diese verweigerten sich der Kolonisierung und Missionierung durch die Spanier, mit der wirtschaftliche Ausbeutung und Nichtrespektierung traditioneller Heiligtümer einherging. Unter ihrem Heerführer Jumandi griffen die Quijos in einer wohlorganisierten Aktion 1578 die Siedlung Archidona in der Nähe Tenas an und zerstörten sie völlig, wobei alle Einwohner getötet wurden. Lange konnte sich der Widerstand allerdings nicht halten, Jumandi wurde nach einem Angriff auf Baeza gefangen genommen und in Quito zu Tode gefoltert. Heute erinnert ein Denkmal in Tena an den Häuptling. Der Ort Tena war bis Ende des 19. Jahrhunderts unbedeutend.
1884 wurde Tena Hauptort des neuen Kantons Napo (seit 1969 Kanton Tena) in der 1861 eingerichteten Provinz Oriente. 1921 wurde die Provinz Oriente aufgeteilt und Tena zur Hauptstadt der neu geschaffenen Provinz Napo-Pastaza, die 1959 in die Provinzen Napo und Pastaza geteilt wurde. Massives Bevölkerungswachstum setzte erst seit den 1970er Jahren ein, als einerseits Siedler aus Dürreregionen in den Anden ins Amazonastiefland kamen, und andererseits dort die Erdölförderung begann.

## Gegenwart
Tena liegt abseits der großen Erdölfelder und hat daher im Gegensatz zu anderen Städten des ecuadorianischen Amazonasbeckens (besonders Nueva Loja) kein so starkes Wachstum erfahren. Es verfügt über ein geordnetes, sauberes Stadtbild, das allerdings ohne städtebauliche Höhepunkte auskommt. Die Stadt ist von verschiedenen Hügeln umgeben. Die bedeutendste Sehenswürdigkeit ist der Parque Amazónico, ein Park mit botanischem Garten und Flussstrand auf einer Halbinsel zwischen den Flüssen Tena und Pano. 
Darüber hinaus ist Tena Ausgangspunkt für geführte Touren in den Tropischen Regenwald, der es umgibt (u. a. Nationalpark Sumaco Napo-Galeras, benannt nach dem Vulkan Sumaco, dem Fluss Río Napo und der Bergkette Cordillera de Galeras) und allenfalls von indigenen Dorfgemeinschaften bewohnt wird. Auch Rafting-Touren auf dem Misahuallí sind beliebt. 
Die Stadt fungiert ferner als Umschlagzentrum für die landwirtschaftlichen Erzeugnisse der Umgebung. Sie ist über eine befestigte Straße über Baeza mit der Hauptstadt Quito verbunden; Busse verkehren mehrmals täglich. Der Flughafen Tena – Jumandy wird nicht mehr von Linienflügen bedient.
Die private Escuela Superior Politécnica Ecológica Amazónica (Espea) hat ihren Sitz in Tena. Sie wurde 1997 gegründet und bietet in Tena und weiteren Städten des Amazonasbeckens Studiengänge in den Bereichen Betriebswirtschaftslehre, Tourismus, Krankenpflege und Ethnotherapie, Erziehungswissenschaft und Rechtswissenschaft an. Einige weitere Universitäten haben Niederlassungen in Tena.

## Parroquia Tena
Anfang 2011 wurde der westliche Teil der Parroquia Tena herausgelöst und bildet seither die neu gebildete Parroquia Muyuna. Die Parroquia Tena hat seitdem eine Fläche von 76,93 km². Beim Zensus 2010 lebten auf dem Gebiet (abzüglich Muyuna) 28.572 Menschen. Die Parroquia bildet eine Gemeinde, die vom Bürgermeister (Alcalde) und dem Gemeinderat (Consejo Urbano) regiert wird. Die Parroquia Tena grenzt im Osten an die Parroquia Puerto Misahuallí, im Süden an die Parroquia Puerto Napo, im Südwesten an die Parroquia Pano, im Westen an die Parroquia Muyuna sowie im Norden und im Nordosten an Archidona und an die Parroquia San Pablo de Ushpayacu (beide im Kanton Archidona).
Neben dem Tourismus ist die Landwirtschaft die wichtigste Beschäftigungsquelle. Zu den wichtigsten Produkten gehören Kakao, Tee, Kaffee, Zuckerrohr, Maniok (yuca), die Produkte der Ölpalme, Tabak und Früchte (besonders Naranjilla) sowie Rindfleisch. Daneben existiert eine Möbelindustrie, die aus Tropenhölzern produziert; es wird auch Naturkautschuk gewonnen und Gold gewaschen.

## Städtepartnerschaften
- Santa Clarita, Kalifornien, USA